# Sant'Agnello
Sant'Agnello là một đô thị ở tỉnh Napoli ở vùng Campania, cách khoảng 25 km về phía đông nam của Napoli. Tại thời điểm ngày 31 tháng 12 năm 2004, đô thị này có dân số 8.826 người và diện tích là 4,1 km².
Sant'Agnello giáp các đô thị: Piano di Sorrento, Sorrento. It is served by the Circumvesuviana, which là một narrow gauge railway that connects to the city of Napoli.
Tiểu thuyết gia Francis Marion Crawford đã sinh sống ở Sant'Agnello từ năm 1887 đến khi qua đời năm 1909 ở trong một lâu đài nhỏ tên Villa Crawford.